# Virtualni stroj
Virtualni stroj (engl. virtual machine – VM) jest softver za virtualizaciju i emulaciju računalnih sustava. Služi za pokretanje programa i operacijskih sustava u izolaciji od ostalog softvera na stvarnom (hardverskom) računalu i pružaj funkcionalnost (uopćenog) fizičkog računala. Njihove implementacije mogu uključivati specijalizirani hardver, softver ili njihovu kombinaciju. 
Sistemski virtualni strojevi (koji se nazivaju i virtualnim strojevima za punu virtualizaciju) predstavljaju zamjenu za pravi stroj. Oni pružaju funkcionalnost potrebnu za izvođenje cijelih operativnih sustava.  Hipervizor za dijeljenje hardvera i upravljanje njime upotrebljava izvršavanje kôda izravno na procesoru, dopuštajući više okruženja koja su međusobno izolirana, a ipak postoje na istom fizičkom stroju. Moderni hipervizori koriste virtualizaciju potpomognutu hardverom, hardver specifičan za virtualizaciju, primarno iz glavnih CPU-a. 
Procesni virtualni strojevi dizajnirani su za izvršavanje računalnih programa u okruženju neovisnom o platformi.
Korisnik unutar svog hardverskog računala instalira više virtualnih računala koji se za programe koji se u njima pokreću ponašaju kao pravo računalo. Virtualne strojeve koristi se za testiranje, ali i za druge stvari, kao i svaki drugi hardverski stroj.
Neki emulatori virtualnih strojeva, kao što su QEMU i emulatori konzola za videoigre, dizajnirani su tako da emuliraju (oponašaju) različite sistemske arhitekture čime se omogućuje izvođenje softverskih aplikacija i operativnih sustava napisanih za drugi CPU ili arhitekturu. Virtualizacija na razini operacijskog sustava omogućuje dodjelu resursa računala izravno iz jezgre sustava (kernela). 